# Parler család

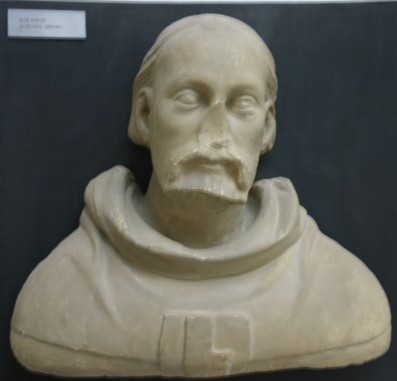
Peter Parler

A Schwäbisch Gmündből elszármazott Parler család (csehül: Parléř német építészek családja, amely az úgynevezett „német különgótika” (Entz) képviselőjeként több generáción át meghatározó volt a 14. század német késő gótikus építészetében. A család legkiemelkedőbb tagja, Peter Parler a „közép-európai gótika” megteremtője (Entz).

## A Parlerek és munkásságuk
1. A család első ismert tagja Hans von Gmünd, aki 1330 körül a freiburgi dóm építésében vett részt; bizonnyal az ő munkája a székesegyház áttört kősisakkal koronázott nyugati tornya (Entz).
2. Heinrich von Gmünd (kb. 1300 – kb. 1370; DB), egy ideig Kölnben, majd más német városokban dolgozott. Valamikor, föltehetőleg első és második fiának születése közben családnevét a latin parlerius szóból képzett és pallér jelentésű Parlerre változtatta. Ennek megfelelően három, ugyancsak építészként fia kétféle családnéven vált ismertté:
- Johannes von Gmünd, aki idősebb Johann Parler néven is ismert (1330 – 1359?), a család negyedik nemzedékéhez tartozó Heinrich IV. Parler apja;
- Michael Parler a középső fiú,
- Peter Parler (1332–1399) (csehül: Petr Parléř) a legfiatalabb és leghíresebb fiú, a közép-európai késő gótika megalapozója, építész és szobrász.

Amikor a család visszatért Schwäbisch Gmündbe, hogy felépítsék a Szent Kereszt-templomot, már a fiúk is segítettek apjuknak.
3.
- Heinrich IV. Parler (Henricus Parlerius, ifjabb Heinrich Parler; 1373–1390), Johannes von Gmünd fia. Inkább volt szobrászművész, mint építész. Őt tekintik a főleg Prágában és Morvaországban kifejlődött „nemzetközi gótika” megalapozójának

Peter Parler fiai
- Wencel Parler (Vencel Parler, Wenzel Parler, csehül: Václav Parléř 1360–1404) — 1403–1404-ben a bécsi Szent István-székesegyház építésvezetője;
- Johann Parler (Johanes Parler, csehül: Jan Parléř 1359–1405/06[1]

Apjuk halála után a fiúk folytatták a Szent Vitus székesegyház építését.
Volt a családban még két Heinrich Parler:
- Heinrich II. Parler és
- Heinrich III. Parler.

Annyi bizonyos, hogy Michael Parlerrel közösen ők kezdték el a Schwäbisch Gmündben kidolgozott módon háromhajósra tervezett ulmi nagytemplom építését. Gyanítható, hogy egyikük Michael Parler, a másik pedig Peter Parler fia lehetett — utóbbi valószínűleg apjával közösen faragta csillámpalából Szent Vencelnek a Szent Vitus-székesegyház Szent Vencel-kápolnájában álló szobrát.

## Fordítás
- Ez a szócikk részben vagy egészben  a   Parler family című angol Wikipédia-szócikk ezen változatának fordításán alapul.  Az eredeti cikk szerkesztőit annak laptörténete sorolja fel. Ez a jelzés csupán a megfogalmazás eredetét és a szerzői jogokat jelzi, nem szolgál a cikkben szereplő információk forrásmegjelöléseként.